# Hubert Hutsebaut
Hubert Hutsebaut (Lendelede, 24 giugno 1947) è un ciclista su strada belga, professionista dal 1968 al 1972, vinse una tappa alla Vuelta a Espana e una E3 Harelbeke.

## Palmarès
- 1971

4a tappa Vuelta a Espana
- 1972

E3 Harelbeke

## Piazzamenti

### Classiche monumento
- Giro delle Fiandre

1972: 31º